# Ermita de San Blas (Gaibiel)
La ermita San Blas en Gaibiel, comarca del Alto Palancia, provincia de Castellón, es una ermita católica que está catalogada como Bien de Relevancia Local según la Dirección General de Patrimonio Artístico de la Generalidad Valenciana, identificada con el código: 12.07.065-005.
Se encuentra al final de la calle de la Ermita de San Blas, a las afueras del núcleo poblacional de Gaibiel, en una extensión de terreno en forma de plaza en terraza, en un entorno natural, que se utiliza para la ganadería extensiva.

## Historia
La ermita que fue saqueada en tiempos de la guerra del 36, dejó de utilizarse como tal durante mucho tiempo, empleándose el espacio interior de la misma para refugio del ganado y como almacén agrícola.
Ya entrada la década de los noventa del siglo XX, se llevó a cabo una iniciativa vecinal par su restauración y rehabilitación que le proporcionó el aspecto actual.

## Descripción
Está constituida por un pequeño edificio, de planta rectangular, y una sola nave con dos tramos; y fábrica de mampostería, piedra angular y revestimiento exterior de mortero de agua, arena y cal o cemento, que se aplica, en una o más capas, a un paramento enfoscado previamente. A los pies del edificio existe una puerta que presenta un arco de medio punto punto, mientras que el techo es a dos aguas.
La ermita está rematada en su parte superior por una espadaña de una sola campana.
En la construcción se pueden distinguir diversas etapas. La parte posterior del edificio, que parece ser la más antigua y que podría fecharse en el siglo XV, tiene una planta que indica que posiblemente fue la parte del conjunto empleada como iglesia primitiva de la población. En este primer cuerpo se pueden distinguir una ventana alta y una pequeña puerta adintelada y que se encuentra enmarcada por grandes dovelas de gran irregularidad.
Ests cuerpo más antiguo, que puede catalogarse como románico, presenta una cubierta con bóveda de cañón que sufrió modificaciones en el siglo XV en las que acabó cubierta por unos segmentos de arco salientes del intradós de una bóveda, o nervaduras y medallones; la bóveda está soportada por un arco de medio punto de piedra, apoyado entre dos columnas las cuales presentan unos capiteles de decoración muy poco trabajada.
La parte anterior, parece ser un añadido del siglo XVIII y consistía en un pórtico abierto que más adelante se cerró lo que dio lugar a la aparición de dos ventanas con arco de medio punto, así como a las puertas de acceso, que son dos, presentando una de ellas, encima del arco una hornacina de azulejos con la representación de San Blas. Ambas están enrejadas.
La puerta frontal, pese a estar enrejada es practicable, dando acceso a un pórtico abovedado que tiene el suelo construido con loseta, y en cuyo fondo se distingue otra puerta, ésta de forja metálica, que es amplia y está acristalada, que es la que permite el acceso a la capilla.